# Doeringiella holmbergi
Doeringiella holmbergi là một loài Hymenoptera trong họ Apidae. Loài này được Schrottky mô tả khoa học năm 1913.